# Гаджыбеделли
Гаджыбеделли (Гаджибеделли) (азерб. Hacıbədəlli) — село в Гаджыбеделлинском административно-территориальном округе Агджабединского района Азербайджана.

## Этимология
Название происходит от рода Гаджибеделли огузского племене кебирли.

## История
В 1926 году согласно административно-территориальному делению Азербайджанской ССР село относилось к дайре Агджабеды Агдамского уезда.
После реформы административного деления и упразднения уездов в 1929 году был образован Гаджыбеделлинский сельсовет в Агджабединском районе Азербайджанской ССР.
Согласно административному делению 1961 и 1977 года село Гаджыбеделли входило в Гаджыбеделлинский сельсовет Агджабединского района Азербайджанской ССР.
В 1999 году в Азербайджане была проведена административная реформа и внутри Гаджыбеделлинского административно-территориального округа был учрежден Гаджыбеделлинский муниципалитет Агджабединского района.

## География
Гаджыбеделли расположен на берегу Верхне-Карабахского канала и реки Каркарчай.
Село находится в 8 км от райцентра Агджабеди и в 285 км от Баку. Ближайшая железнодорожная станция — Агдам (действующая — Халадж).
Село находится на высоте 38 метров над уровнем моря.

## Население
| Численность населения | Численность населения | Численность населения | Численность населения |
| 1984                  | 1986                  | 1999                  | 2009                  |
| --------------------- | --------------------- | --------------------- | --------------------- |
| 2100                  | ↗2140                 | ↗2994                 | ↗3324                 |

Население преимущественно занимается хлопководством, животноводством, коконоводством и выращиванием зерновых.

## Климат
| Показатель | Янв. | Фев. | Март | Апр. | Май  | Июнь | Июль | Авг. | Сен. | Окт. | Нояб. | Дек. | Год  |
| --- | ---- | ---- | ---- | ---- | ---- | ---- | ---- | ---- | ---- | ---- | ----- | ---- | ---- |
| Средний суточный максимум, °C                                                                                      | 6,4  | 7,6  | 11,1 | 18,9 | 23,8 | 28,6 | 31,7 | 31,3 | 26,5 | 21,1 | 14,0  | 8,6  | 19,1 |
| Средняя температура, °C                                                                                            | 2,6  | 3,7  | 6,8  | 13,6 | 18,3 | 23,1 | 25,9 | 25,2 | 21,2 | 16,3 | 10,0  | 4,8  | 14,3 |
| Средний суточный минимум, °C                                                                                       | −1,1 | −0,1 | 2,6  | 8,3  | 12,9 | 17,6 | 20,2 | 19,2 | 16,0 | 11,5 | 6,0   | 1,0  | 9,5  |
| Норма осадков, мм                                                                                                  | 23   | 26   | 31   | 44   | 51   | 38   | 15   | 18   | 23   | 43   | 28    | 34   | 373  |
| Источник: https://en.climate-data.org/asia/azerbaijan/agcab%C9%99di-rayonu/hac%C4%B1b%C9%99d%C9%99ll%C4%B1-954771/ |      |      |      |      |      |      |      |      |      |      |       |      |      |

Среднегодовая температура воздуха в селе составляет +14,3 °C. В селе полупустынный климат.

## Инфраструктура
В советское время близ села располагались молочно-товарная и овце-товарная фермы, птицефабрика, в селе располагались животноводческий комплекс, средняя школа, клуб, библиотека, медицинский пункт.
В селе расположены молокозавод и молочно-товарная ферма ООО "Atena", кормозаготовительная фабрика, почтовое отделение, гостиница, 2 электроподстанции, средняя школа (восстановленная в 2003 году), детский сад, дом культуры, дом отдыха, ресторан, музыкальная школа, 2 библиотеки, врачебный пункт, спортивный клуб, 2 стадиона.
В 2011 году началась подача газа в село.